# Constantin Bălălău
Constantin Bălălău (n. 9 iulie 1955, Mădulari, județul Vâlcea - d. 23 aprilie 2010, București) a fost un senator român în legislatura 2000-2004 ales în județul Ilfov pe listele partidului PD. Constantin Bălălău a înregistrat 68 de luări de cuvânt, a fost membru în grupul parlamentar de prietenie cu Malaezia, a demisionat din Senat pe data de 29 iunie 2004 după ce a fost ales primar al orașului Buftea și a fost înlocuit de senatorul Dumitru Dan. Constantin Bălălău a fost membru în comisia pentru muncă, familie și protecție socială (din sep. 2001) și în comisia pentru drepturile omului, culte și minorități (până în sep. 2001). În memoria sa, stadionul din Buftea a fost denumit Stadionul Orășenesc Constantin Bălălău.